# 尾花紀子
尾花 紀子（おばな のりこ、1961年8月16日 - ）は、日本のコンサルタント、アナリスト。東京都出身。
跡見学園中学校・高等学校、跡見学園女子大学文学部美学美術史学科卒業。1984年日本アイ・ビー・エム入社。同社のコンサルタントを経て、2005年に退職してフリーランスになる。情報モラル・インターネットリテラシー教育や普及・啓蒙活動を行っている。
安心ネットづくり促進協議会普及啓発委員会副委員長、内閣府青少年インターネット環境の整備等に関する検討会専門委員、モバイルコンテンツ審査・運用監視機構理事、モバイル文化研究会ユーザ分科会議長、GREEの利用環境向上委員会メンバーなどを務めた。

## 著書
- 『子どもといっしょに安心インターネット なにが危険なの？ ホームページ・メール・個人情報』（岩波書店、2005年、共著）
- 『子どもといっしょに安心インターネット どうトラブルを避けるの？ ネット体験・コミュニケーション術』（岩波書店、2005年、共著）
- 『子どもといっしょに安心インターネット なにができるの？ ホームページ・情報活用術』（岩波書店、2005年、共著）
- 『子育て支援シリーズ 第4巻 安全・安心の環境づくり』（ぎょうせい、2008年、一部執筆）